# Мохаммедан (футбольный клуб, Калькутта)
«Мохаммедан» (англ. Mohammedan Sporting Club) — профессиональный калькуттский футбольный клуб, основанный в 1887 году. Выступает в I — Лиге, высшем дивизионе индийского футбола, соперников принимает на Стадионе индийской молодежи, вмещающем 85000 зрителей. Является одной из самых популярных команд Индии, имея ультрас — группы по всей стране.

## История
Команда была официально создана в 1887 году под названием «Джубили Клаб» в качестве мультиспортивного клуба, включающего, помимо футбольной, также секции футзала и крикета. Основателем коллектива стал Наваб Аминула Ислам. Свое нынешнее наименование клуб получил в 1891 году.
В период с 1925 по 1932 годы секретарем клуба был известный бенгальский политический и общественный деятель Хан Сахиб Сайед Ахмед Рашид, позже принявший решение сосредоточиться исключительно на политике и из — за этого покинувший команду. До 1930-х годов главным успехом «Мохаммедана» был Кубок Кучбехара, который он выиграл в 1902, 1906 и 1909 годах.
В 1930 году команде было разрешено остаться во Втором дивизионе, несмотря на то, что она финишировала последней в турнирной таблице.
В 1933 году коллектив впервые в своей истории вышел в первый дивизион Калькуттской футбольной лиги. В тот период состав клуба был одним из сильнейших в стране, плюс политика отбора в команду начала с этого времени предусматривать наличие в клубе игроков самых различных вероисповеданий. 
Под руководством тренера Хуршида Анвара «Мохаммедан» стал первым клубом, завоевавшим титул чемпиона CFL в 1934 году, в первый год своего пребывания в высшем дивизионе. Также «Мохаммедан» является единственным клубом, сумевшим завоевать чемпионский титул сразу после перехода в первый дивизион.
В течение 1934—1938 годов команда выигрывала лигу пять раз подряд — рекорд, который в 1970-х годах смог побить только «Ист Бенгал». 
Коллектив успешно продолжил свою победную серию в 1940-х годах, выиграв чемпионство в 1940 и 1941 годах.
В 1960 году «Мохаммедан» стал первым в истории индийским коллективом, выигравшим трофей на чужой территории. Команда в финале Золотого кубка Ага Хана в Дакке со счетом 4:1 обыграла индонезийский клуб «Персатуан Сепакбола Макассар». В той игре за «Мохаммедан» выступал легендарный пакистанский футболист Мохаммад Омар Балоч.
Следующий успех пришел к клубу ровно через 10 лет. «Мохаммедан» выиграл Калькуттскую лигу в 1967 году, не проиграв в том сезоне ни одной встречи. Тем самым команда оформила свой 10-й чемпионский титул. Вновь команда выиграла региональное первенство в 1981 году. 
В 1985 году «Мохаммедан» подписал контракт с нигерийским нападающим Чимой Окори из футбольного клуба «Чандигарх», который считается одним из величайших иностранных игроков в индийском футболе.
В 1990 году коллектив участвовал в розыгрыше Клубного Кубка столетия Джавахарлала Неру в Калькутте, который является единственным международным клубным турниром, проводимым в Индии. 
«Мохаммедан» попал в группу В и стал единственной индийской командой, прошедшей в полуфинал. На пути к титулу клуб обыграл сборную Замбии со счетом 1:0 и харьковский «Металлист 1925» (1:0), а затем проиграл со счетом 2:0 аргентинской команде «Химнасия и Эсгрима». В полуфинале Кубка «Мохаммедан» уступил со счетом 1:0 парагвайскому клубу «Олимпия».
«Мохаммедан» затем квалифицировался на Кубок обладателей кубков Азии сезона 1992\93, в соперники команде достался оманский коллектив «Фанджа», однако незадолго перед матчем его представители объявили о снятии команды с турнира.
В 2021 году руководство «Мохаммедана» объявило о назначении на должность главного тренера клуба Андрея Чернышева. В ноябре российский специалист привел команду к её первому за 40 лет чемпионству в Калькуттской футбольной лиге.